# Lựa chọn hạt nhân
Tại Thượng viện Hoa Kỳ, lựa chọn hạt nhân (tiếng Anh: nuclear option) là một thủ tục nghị viện cho phép Thượng viện sửa đổi các quy tắc thường trực chỉ với sự ủng hộ của đa số thành viên, thay vì cần 2/3 thành viên ủng hộ như thông thường.
Lựa chọn hạt nhân thường được đưa ra bởi Lãnh đạo Đa số Thượng viện, bằng cách nêu ra các quan điểm trái với quy tắc thường trực. Quan chức chủ tọa sau đó sẽ từ chối quan điểm đó dựa trên các quy tắc và tiền lệ của Thượng viện; phán quyết này sau đó sẽ bị Lãnh đạo chống lại và sẽ bị hủy bỏ sau một cuộc bỏ phiếu với sự ủng hộ của đa số thành viên, thiết lập một tiền lệ mới.
Lựa chọn hạt nhân lần đầu tiên được sử dụng vào tháng 11 năm 2013, khi Đảng Dân chủ Thượng viện do Harry Reid lãnh đạo sử dụng thủ tục này để loại bỏ quy tắc yêu cầu một đề cử Hành pháp phải có 60 phiếu ủng hộ để được thông qua. Vào tháng 4 năm 2017, lựa chọn hạt nhân được sử dụng một lần nữa, lần này bởi Đảng Cộng hòa Thượng viện do Mitch McConnell lãnh đạo, đã loại bỏ quy tắc yêu cầu một Thẩm phán Tòa án Tối cao phải có 60 phiếu ủng hộ để được thông qua nhằm chấm dứt các cuộc tranh luận về ứng cử viên Thẩm phán Neil Gorsuch.
Do sử dụng vũ khí hạt nhân là lựa chọn cực đoan nhất trong chiến tranh và nước sử dụng không lường trước được hậu quả, trong khi thủ tục này là thủ tục cuối cùng mà Đảng đa số có thể đưa ra nhằm đạt được mục đích của mình, họ cũng không thể lường trước liệu các tiền lệ mới mà họ đưa ra có bị Đảng thiểu số trong tương lai trả đũa hay không, chính vì vậy, thủ tục này được đặt tên là "Lựa chọn hạt nhân".

## Quy tắc XX của Thượng viện
Lựa chọn hạt nhân không phải là một thủ tục chính thức, mà là một kẽ hở phát sinh từ Quy tắc XX của Quy tắc Thường trực của Thượng viện Hoa Kỳ:
Một quan điểm có thể được đưa ra ở bất kỳ giai đoạn nào của quá trình lập pháp ... sẽ do Quan chức Chủ tọa quyết định mà không cần tranh luận, tùy thuộc vào quan điểm mà người đó đưa ra trước Thượng viện ... và mọi quan điểm sẽ được Quan chức Chủ tọa quyết định ngay lập tức và không cần tranh luận.— Quy tắc XX của Thượng viện Hoa Kỳ

## Thủ tục dẫn chứng
Lựa chọn hạt nhân thường được đưa ra bởi Lãnh đạo Đa số Thượng viện, bằng cách nêu ra các quan điểm trái với quy tắc thường trực. Quan chức chủ tọa sau đó sẽ từ chối quan điểm đó dựa trên các quy tắc và tiền lệ của Thượng viện; phán quyết này sau đó sẽ bị Lãnh đạo chống lại và sẽ bị hủy bỏ sau một cuộc bỏ phiếu với sự ủng hộ của đa số thành viên, thiết lập một tiền lệ mới. Ví dụ: vào ngày 21 tháng 11 năm 2013, sau một cuộc bỏ phiếu hòa giải không thành công theo Quy tắc XXII, lựa chọn hạt nhân đã được sử dụng, như sau:
Ngài REID. Tôi có một quan điểm về việc sửa đổi Quy tắc XXII cho tất cả các đề cử trừ đề cử Tòa án Tối cao chỉ yêu cầu có được đa số phiếu ủng hộ thì sẽ thông qua.

Chủ tịch Thượng viện tạm quyền. Theo quy tắc, quan điểm của ngài không hợp lệ.

Ngài REID. Tôi phản đối phán quyết của Chủ tịch và yêu cầu một cuộc bỏ phiếu đối với phán quyết của ngài ngay lập tức.

(48–52 là tỷ lệ bỏ phiếu đối với phán quyết của Chủ tịch)

Chủ tịch Thượng viện tạm quyền. Phán quyết của Chủ tịch không còn hiệu lực theo kết quả bỏ phiếu.

Chủ tịch Thượng viện tạm quyền. Theo tiền lệ mà Thượng viện đặt ra từ hôm nay, ngày 21 tháng 11 năm 2013, ngưỡng giới hạn đối với các đề cử, không bao gồm các đề cử vào Tòa án Tối cao Hoa Kỳ, chỉ cần đa số phiếu đơn giản để thông qua. Đó là phán quyết của Chủ tịch.
Như đã thấy, Lãnh đạo Harry Reid đã đề nghị quan điểm của mình dù trái với quy tắc, do vậy Chủ tịch tạm quyền đã bác bỏ quan điểm của Reid. Tuy nhiên, Reid đã phản đối phán quyết này và kêu gọi một cuộc bỏ phiếu đối với phán quyết của Chủ tịch, đa số các thành viên (52 người) đã phản đối phán quyết này, do vậy phán quyết của Chủ tịch không còn hiệu lực, và đương nhiên quan điểm của Reid sẽ được công nhận, trở thành tiền lệ mới cho Thượng viện, đây chính là cách Lựa chọn hạt nhân vận hành.

## Bối cảnh

### Quy tắc 60 phiếu bầu
Năm 1806, Thượng viện đã thay đổi các quy tắc để loại bỏ hạn chế thời gian mà một thành viên có thể tranh luận. Năm 1917, Quy tắc XXII được sửa đổi, cho phép kết thúc một cuộc tranh luận bằng thủ tục Hòa giải (có hiệu lực với đa số hai phần ba), sau đó quy tắc lại được sửa đổi để cho phép thủ tục Hòa giải có hiệu lực với chỉ đa số ba phần năm năm 1975 (hiện tại ba phần năm Thượng viện là 60 thành viên). Như vậy, mặc dù một dự luật có thể được thông qua bởi đa số thành viên, sự phản đối của ít nhất 41 thượng nghị sĩ có thể hủy bỏ dự luật ngay lập tức bằng chiến thuật cản trở. Trong Thượng viện hiện đại, bất kỳ dự luật phi lưỡng đảng thường được yêu cầu 60 phiếu bầu, trừ một số ngoại lệ.

### Hiệu lực
Tính hợp pháp của lựa chọn hạt nhân đã bị lung lay dữ dội. Ví dụ, Nghị sĩ hùng biện Thượng viện Alan Frumin đã phản đối lựa chọn hạt nhân vào năm 2005. Các báo cáo tiếp đó của Vụ Khảo cứu Quốc hội đã làm rõ việc sử dụng lựa chọn hạt nhân là "vi phạm các quy tắc và tiền lệ của Thượng viện". Tuy nhiên, hiệu lực của nó đã không còn bị thách thức nghiêm trọng kể từ khi được cả hai đảng sử dụng vào năm 2013 và 2017.

### Tên gọi
Thượng nghị sĩ Đảng Cộng hòa Ted Stevens đề nghị sử dụng phán quyết của Chủ tịch để loại bỏ hàng loạt các ứng cử viên tư pháp vào tháng 2 năm 2003. Kế hoạch này có tên là "Hulk". Nhiều tuần sau, Thượng nghị sĩ Trent Lott đặt tên cho nó là lựa chọn hạt nhân vào tháng 3 năm 2003 vì việc sử dụng nó được coi là phương sách cuối cùng với những hậu quả lớn cho cả hai đảng, giống như vũ khí nguyên tử trong chiến tranh.

## Lịch sử

### Quy tắc Thượng viện trước năm 1917
Trong các quy tắc đầu tiên của Thượng viện có bao gồm một thủ tục để hạn chế tranh luận nhưng đã bị bãi bỏ vào năm 1806 do hiểu lầm rằng nó không có ích gì. Bắt đầu từ năm 1837, các thượng nghị sĩ bắt đầu tận dụng kẽ hở này trong các quy tắc bằng cách đưa ra các bài phát biểu dài dòng để ngăn chặn các dự luật mà họ phản đối, chiến thuật này được gọi là "cản trở" (Filibuster), bài phát dài nhất kéo dài lên đến 24 giờ 18 phút, được đưa ra bởi Strom Thurmond chống lại Đạo luật Dân quyền vào năm 1957.
Năm 1890, Thượng nghị sĩ Đảng Cộng hòa Nelson Aldrich đe dọa sẽ đánh bại những phản đối từ Đảng Dân chủ đối với Đạo luật Bầu cử Liên bang bằng cách viện dẫn một thủ tục tương tự với lựa chọn hạt nhân ngày nay. Nếu tất cả mọi thứ đều như dự kiến của Aldrich thì một tiền lệ mới sẽ ra đời cho phép hạn chế một cuộc tranh luận khi đa số thành viên ủng hộ. Tuy nhiên, Đảng Dân chủ cuối cùng đã có thể tập hợp đa số thành viên nhằm bãi bỏ kế hoạch của Aldrich.

### Kỷ nguyên Hòa giải sớm, 1917–1974
Lựa chọn hạt nhân đã có thể được bắt nguồn từ ý kiến vào năm 1917 của Thượng nghị sĩ Đảng Dân chủ Thomas J. Walsh từ Montana. Walsh cho rằng Hiến pháp Hoa Kỳ cho phép Thượng viện có thể bỏ qua các quy tắc do chính nó trước đó đã thiết lập và có quyền sửa đổi các quy tắc của mình với sự ủng hộ từ đa số thành viên.
Hiến pháp quy định rằng mỗi viện có thể tự lập ra các quy tắc của riêng mình, điều đó có nghĩa là mỗi viện có thể sửa đổi các quy tắc của mình với đa số phiếu ủng hộ."— Thomas J. Walsh, Thượng nghị sĩ Hoa Kỳ Đảng Dân chủ từ Montana, phát biểu trước Thượng viện

Những người phản đối cho rằng sửa đổi của Walsh sẽ dẫn đến sự hỗn loạn về mặt thủ tục, nhưng lập luận của ông là nhân tố chính trong việc thông qua thủ tục Hòa giải đầu tiên vào cuối năm đó.
Năm 1957, Phó Tổng thống Richard Nixon (và do đó đồng thời là Chủ tịch Thượng viện) đã viết một ý kiến cố vấn rằng Thượng viện có thể tự sửa đổi các quy tắc của chính mình với đa số thành viên ủng hộ. (Nixon nói rõ rằng ông ấy chỉ đưa ra ý kiến cá nhân, không phải phán quyết chính thức). Ý kiến của Nixon, cùng với các ý kiến tương tự của Hubert Humphrey và Nelson Rockefeller, được coi là tiền lệ để ủng hộ quan điểm rằng Thượng viện có thể tự sửa đổi các quy tắc của mình vào đầu mỗi phiên họp với đa số thành viên ủng hộ. Khi Quốc hội Hoa Kỳ khóa 85 khai mạc vào tháng 1 năm 1957, Clinton P. Anderson đã cố gắng viện dẫn ý kiến của Nixon để sử dụng Lựa chọn hạt nhân nhưng bị Lyndon B. Johnson, với tư cách là Lãnh đạo Đa số Thượng viện, bãi bỏ..

### Quy tắc 60 phiếu bầu được giữ nguyên, 1975–2004
Một loạt phiếu bầu vào năm 1975 đã được coi là tiền lệ cho lựa chọn hạt nhân. Theo một số cá nhân, thủ tục này đã được Thượng viện tán thành ba lần vào năm 1975 trong một cuộc tranh luận liên quan đến luật bỏ phiếu. Một bản thỏa hiệp đã đạt được để giảm yêu cầu bỏ phiếu từ hai phần ba số phiếu (67 phiếu nếu 100 Thượng nghị sĩ có mặt) xuống còn ba phần năm số phiếu như hiện tại (60 phiếu nếu 100 Thượng nghị sĩ có mặt).
Thượng nghị sĩ Robert Byrd sau đó đã thực hiện các thay đổi trong vấn đề thủ tục của Thượng viện với đa số thành viên ủng hộ khi ông là lãnh đạo đa số mà không cần sự ủng hộ của 2/3 số thượng nghị sĩ có mặt. Tuy nhiên, không có dự luật nào được thông qua nếu vắng mặt 41 Thượng nghị sĩ.

### Tranh luận về các Đề cử Tư pháp năm 2005
Lãnh đạo Đa số Bill Frist từ Tennessee đã đe dọa sử dụng lựa chọn hạt nhân để đánh bại chiến thuật cản trở của Đảng Dân chủ đối với các Ứng cử viên Tư pháp do Tổng thống George W. Bush đề cử. Để đối phó với Frist, Đảng Dân chủ đe dọa đóng cửa Thượng viện và từ chối xem xét tất cả các hoạt động lập pháp thông thường của Thượng viện. Cuộc đối đầu cuối cùng đã bị ngăn chặn bởi Nhóm 14, một nhóm gồm bảy Thượng nghị sĩ Đảng Dân chủ và bảy Thượng nghị sĩ Đảng Cộng hòa, tất cả đều phản đối lựa chọn hạt nhân và phản đối các ứng cử viên tư pháp, trừ những trường hợp bất thường. Một số ứng cử viên đã được đưa ra tầng Thượng viện, được bỏ phiếu và phê duyệt, còn những người khác đã bị loại và không đưa ra biểu quyết, như trong thỏa thuận.

### Sửa đổi quy tắc, 2011 và 2013
Năm 2011, dựa trên phần lớn Thượng nghị sĩ Dân chủ (nhưng không phải đa số) ủng hộ, các Thượng nghị sĩ Jeff Merkley và Tom Udall đã đề xuất cải cách chiến thuật cản trở bằng cách sử dụng lựa chọn hạt nhân nhưng Lãnh đạo Đa số Harry Reid ngăn cản họ phát triển quan điểm của mình. Tuy nhiên, vào tháng 10 năm 2011, Reid đã tạo ra một sự thay đổi tiền lệ nhỏ hơn của Thượng viện. Trong một cuộc bỏ phiếu với tỷ lệ 51–48, Thượng viện đã cấm bất kỳ thành viên thay đổi quy tắc sau khi chiến thuật cản trở bị đánh bại, mặc dù thay đổi này không ảnh hưởng đến khả năng 41 Thượng nghị sĩ đảng Cộng hòa vắng mặt để ngăn chặn Đảng Dân chủ bỏ phiếu.
Lựa chọn hạt nhân lại được nhen nhóm sau cuộc bầu cử quốc hội năm 2012, lần này dựa trên phần lớn các đảng viên Dân chủ ở Thượng viện (không phải đa số). Đảng Dân chủ đã là đảng chiếm đa số tại Thượng viện từ năm 2007 nhưng chỉ trong một thời gian ngắn họ đã có đủ 60 phiếu bầu cần thiết để đánh bại chiến thuật cản trở. The Hill cho rằng Đảng Dân chủ "có khả năng" sẽ sử dụng lựa chọn hạt nhân vào tháng 1 năm 2013 để thực hiện các cải cách liên quan đến chiến thuật cản trở, nhưng hai đảng đã cố gắng đàm phán hai gói sửa đổi các quy tắc này, và được thông qua vào ngày 24 tháng 1 năm 2013 với các tỷ lệ lần lượt 78–16 và 86–9, do đó tránh được lựa chọn hạt nhân.
Vào tháng 7 năm 2013, lựa chọn hạt nhân đã được đưa ra khi các đề cử bị các Thượng nghị sĩ Cộng hòa ngăn chặn trong khi các Thượng nghị sĩ Dân chủ chuẩn bị thúc đẩy việc thay đổi quy tắc về chiến thuật cản trở của viện. Vào ngày 16 tháng 7, đa số Thượng nghị sĩ Dân chủ đã đến Phòng Thượng viện để chuẩn bị sử dụng lựa chọn hạt nhân nhằm thông qua bảy trong số các ứng cử viên hành pháp vốn đã bị trì hoãn từ lâu của Tổng thống Obama. Cuối cùng, các Thượng nghị sĩ Dân chủ quyết định không sử dụng lựa chọn hạt nhân do Nhà Trắng đã rút hai trong số các đề cử để năm người còn lại được đưa ra tầng để bỏ phiếu, nơi họ được xác nhận thông qua.

## Sử dụng vào các năm 2013 và 2017

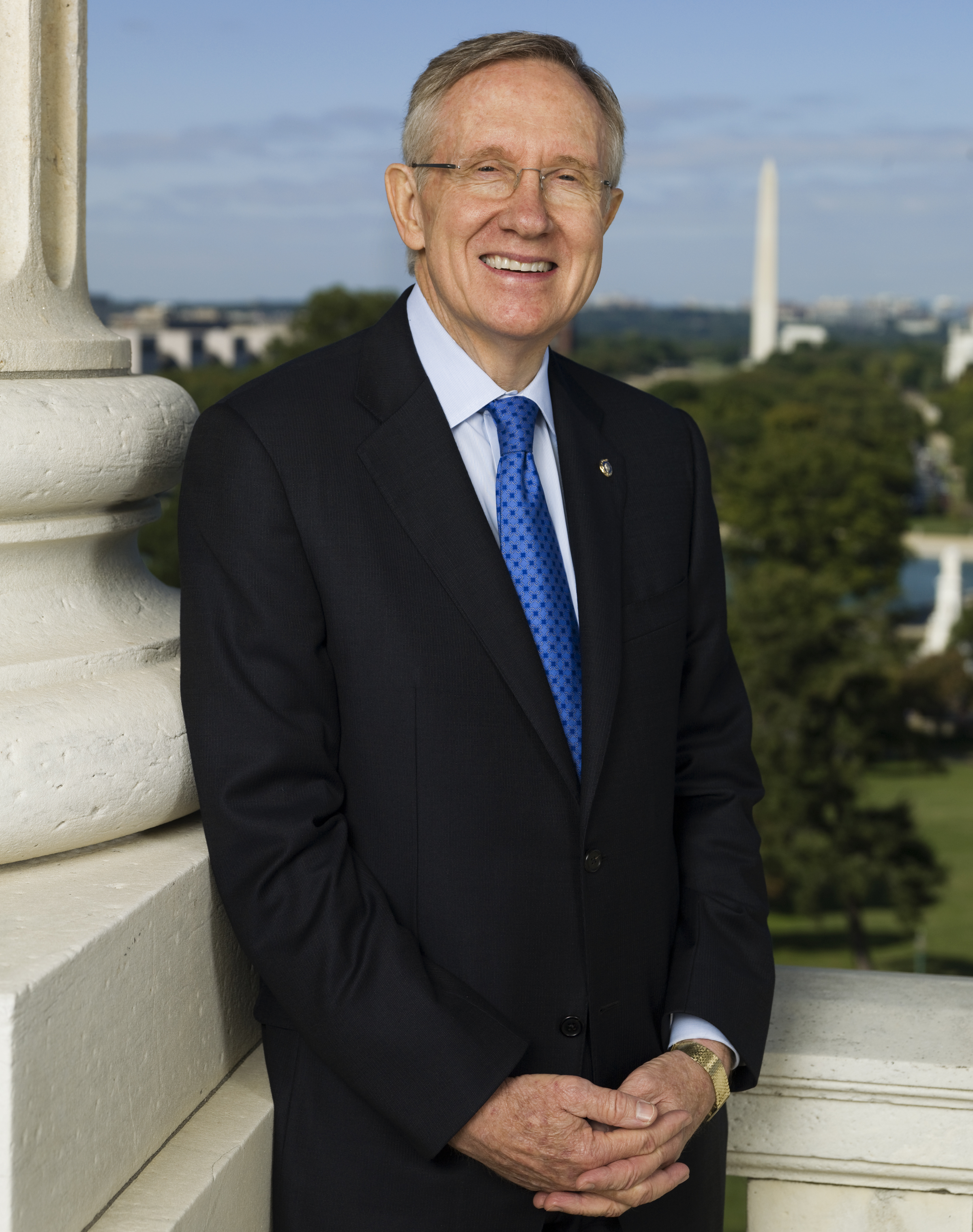
Lãnh đạo Đảng Dân chủ Thượng viện Harry Reid

### 2013: Đối với các Đề cử ngoại trừ Tòa án tối cao
Vào ngày 21 tháng 11 năm 2013, đa số Dân chủ Thượng viện đã bỏ phiếu với tỷ lệ 52-48, với tất cả Thượng nghị sĩ Cộng hòa và ba Thượng nghị sĩ Dân chủ bỏ phiếu chống (Carl Levin từ Michigan, Joe Manchin từ West Virginia và Mark Pryor từ Arkansas), phán quyết rằng các đề cử, trừ đề cử vào Tòa án Tối cao, được thông qua với đa số thành viên ủng hộ là hợp pháp, mặc dù quy tắc yêu cầu ba phần năm số thượng nghị sĩ ủng hộ để kết thúc tranh luận. Tiền lệ của phán quyết này đã loại bỏ yêu cầu 60 phiếu ủng hộ để chấm dứt mọi tranh luận chống lại tất cả các ứng cử viên hành pháp và các ứng cử viên tư pháp trừ các đề cử vào Tòa án Tối cao. Đa số 3/5 vẫn được yêu cầu để kết thúc chiến thuật cản trở với các vấn đề không liên quan đến các đề cử, chẳng hạn như các đề cử về luật pháp và Tòa án tối cao.

#### Cơ sở lý luận
Động lực được tuyên bố của Đảng Dân chủ cho sự thay đổi này là sự mở rộng của các Đảng viên Cộng hòa trong chính quyền Obama, đặc biệt là việc ngăn chặn ba đề cử vào Tòa phúc thẩm Hoa Kỳ Khu vực Quận Columbia. Đảng Cộng hòa đã khẳng định rằng Khu vực Quận Columbia đang hoạt động kém hiệu quả, và cũng viện dẫn sự cần thiết của việc giảm số lượng thẩm phán trong khu vực này. Vào thời điểm bỏ phiếu, 59 ứng cử viên hành pháp và 17 ứng cử viên tư pháp đang chờ xác nhận.
Trước ngày 21 tháng 11 năm 2013, trong toàn bộ lịch sử của Hoa Kỳ chỉ có 168 cuộc bỏ phiếu hòa giải. Gần một nửa trong đó (82) diễn ra dưới thời Chính quyền Obama, nhưng những cuộc bỏ phiếu đó thường diễn ra để đẩy nhanh tiến độ. Ngược lại, chỉ có 38 cuộc bỏ phiếu hòa giải diễn ra trong 8 năm trước đó dưới thời Tổng thống George W. Bush. Hầu hết các cuộc bỏ phiếu đó đã kết thúc thành công các cuộc tranh luận, và do đó hầu hết những người được đề cử đã được thông qua. Obama đã có được sự xác nhận của Thượng viện cho 30/42 đề cử vào tòa phúc thẩm liên bang, so với 35/52 của Bush.
Về các đề cử vào tòa án quận liên bang của Obama, Thượng viện đã phê duyệt 143/173 tính đến tháng 11 năm 2013, so với nhiệm kỳ đầu tiên của George W. Bush là 170/179, nhiệm kỳ đầu tiên của Bill Clinton là 170/198 và của George H. W. Bush là 150/195. Chiến thuật cản trở đã được sử dụng để ngăn chặn 20 đề cử của Obama vào các vị trí của Tòa án Quận Hoa Kỳ, nhưng Đảng Cộng hòa đã buộc phải xác nhận 19/20 đề cử trước khi lựa chọn hạt nhân được đưa ra.

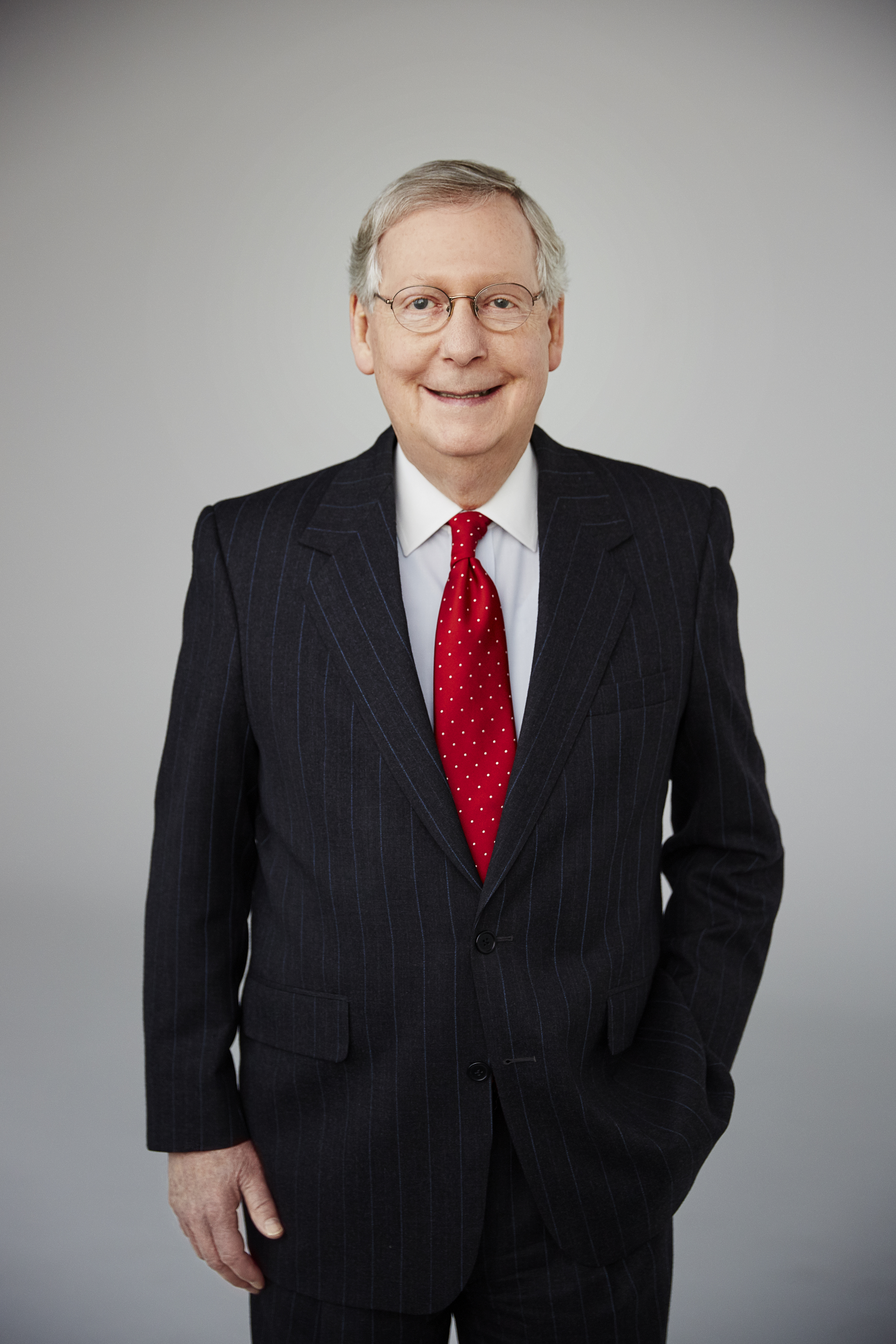
Lãnh đạo Đảng Cộng hòa Thượng viện Mitch McConnell

### 2017: Đề cử vào Tòa án tối cao
Vào ngày 6 tháng 4 năm 2017, các Thượng nghị sĩ Cộng hòa đã sử dụng lựa chọn hạt nhân để loại bỏ ngoại lệ đối với Tòa án Tối cao mà đã được tạo ra vào năm 2013. Điều này xảy ra sau khi các Thượng nghị sĩ Dân chủ phản đối kịch liệt ứng cử viên Thẩm phán Neil Gorsuch, như một phần để trả đũa các Thượng nghị sĩ Cộng hòa trước đó đã bãi bỏ ứng cử viên Merrick Garland của Tổng thống Obama vào năm 2016.

## Đề xuất lập pháp
Sau khi loại bỏ quy tắc 60 phiếu cho các đề cử vào năm 2013, các Thượng nghị sĩ bày tỏ lo ngại rằng quy tắc 60 phiếu cuối cùng sẽ bị loại bỏ đối bằng việc sử dụng lựa chọn hạt nhân. Những lo ngại này đã được nhắc lại vào năm 2021 khi Thượng viện do Đảng Dân chủ đa số có thể tiến tới loại bỏ chiến thuật cản trở bằng cách sử dụng lựa chọn hạt nhân.
Cựu Tổng thống Donald Trump đã nhiều lần lên tiếng phản đối yêu cầu 60 phiếu cần thiết để thông qua một dự luật. Vào ngày 21 tháng 1 năm 2018, Trump viết trên Twitter rằng nếu tình trạng đóng cửa tiếp tục bế tắc, Đảng Cộng hòa nên xem xét sử dụng "lựa chọn hạt nhân" tại Thượng viện. Ông đã lặp lại thông điệp này vào ngày 21 tháng 12 năm 2018, với tình trạng đóng cửa xảy ra lần thứ hai trong nhiệm kỳ của ông.
Tính đến  năm 2025, lựa chọn hạt nhân đã không được sử dụng để bãi bỏ chiến thuật cản trở. Để bãi bỏ chiến thuật cản trở, cần một cuộc bỏ phiếu với ít nhất 51 Thượng nghị sĩ, hoặc 50 thượng nghị sĩ với lá phiếu của Phó tổng thống (với tư cách là Chủ tịch Thượng viện).